# CODA (film)
CODA este o comedie dramatică din 2021, scrisă și regizată de Sian Heder⁠(d). Este un remake în limba engleză al filmului franco-belgian La Famille Bélier⁠(d) din 2014. În film a jucat Emilia Jones⁠(d) în rolul fiicei (fără probleme de auz) a unor părinți surzi – ceea ce o face „copilul unor adulți surzi”, în engleză Child of deaf adults⁠(d) (CODA); tânăra încearcă să-și ajute familia în afacerea lor de pescuit în timp ce-și urmărește propriile aspirații de a fi cântăreață. Rolurile secundare au fost interpretate de Eugenio Derbez⁠(d), Troy Kotsur⁠(d), Ferdia Walsh-Peelo⁠(d), Daniel Durant⁠(d) și Marlee Matlin. Filmul este o coproducție internațională între Statele Unite și Franța. Printre producători se numără Philippe Rousselet⁠(d), producător al La Famille Bélier. Filmările au avut loc în Gloucester, Massachusetts⁠(d), Statele Unite.
Premiera mondială a filmului a avut loc la 28 ianuarie 2021 la Festivalul de Film Sundance. Apple a achiziționat drepturile de distribuție contra unei sume-record de 25 de milioane de dolari. Filmul a fost lansat în cinematografe și prin serviciul de streaming Apple TV+ la 13 august 2021. A avut parte de recenzii pozitive din partea criticilor și a fost numit de Institutul American de Film drept unul dintre cele mai bune 10 filme din 2021. CODA a câștigat trei premii Oscar la cea de-a 94-a ediție pentru cel mai bun film, cel mai bun actor în rol secundar (Kotsur) și cel mai bun scenariu adaptat, devenind primul film distribuit de un serviciu de streaming și primul cu actori predominant surzi care a câștigat cel mai bun film. Printre alte premii revendicate se numără Premiul pentru cel mai bun film oferit de Producers Guild of America, Premiul pentru cel mai bun scenariu adaptat oferit de Writers Guild of America, cât și Premiul pentru cea mai remarcabilă interpretare oferit de Screen Actors Guild.

## Distribuție
- Emilia Jones⁠(d) – Ruby Rossi
- Eugenio Derbez⁠(d) – Bernardo Villalobos („Mr. V”), directorul de cor al liceului
- Troy Kotsur⁠(d) – Frank Rossi, tatăl lui Ruby
- Daniel Durant⁠(d) – Leo Rossi, fratele lui Ruby
- Marlee Matlin – Jackie Rossi, mama lui Ruby
- Ferdia Walsh-Peelo⁠(d) – Miles, iubitul lui Ruby
- Amy Forsyth⁠(d) – Gertie, cea mai bună prietenă a lui Ruby
- Kevin Chapman⁠(d) – Brady